# Justicia flosculosa
Justicia flosculosa är en akantusväxtart som beskrevs av Profice. Justicia flosculosa ingår i släktet Justicia och familjen akantusväxter. Inga underarter finns listade i Catalogue of Life.